# マーベル・エンターテインメント
マーベル・エンターテインメント（英: Marvel Entertainment, LLC）は、アメリカ合衆国のエンターテインメント企業。1998年にトイ・ビズとマーベル・エンターテインメント・グループの合併によって設立され、2009年から2023年まではウォルト・ディズニー・カンパニーの完全子会社だった。
2023年3月29日、マーベル・コミックやマーベル・ゲームズを含むマーベル・エンターテインメントの事業は、ディズニーのより大きなビジネスユニットに統合された。

## 概要
マーベル・コミックの親会社として、マーベル・エンターテインメント・グループとトイ・ビズが合併する形で1998年に設立された。マーベル・コミックを初め、マーベル・アニメーションやマーベル・スタジオ、マーベル・TV・スタジオ、マーベル・ゲームズなどを傘下に収めている。
2009年、ウォルト・ディズニー・カンパニーによって40億ドルで買収された。これによりマーベル関連企業は全てディズニー社の完全子会社となった。また以前はマーベル・エンターテインメントの子会社であったマーベル・スタジオがウォルト・ディズニー・スタジオの直接の子会社となり、マーベル・シネマティック・ユニバース（MCU）を始めとした様々な作品を製作している。

## 歴史
- 主に男性向けをターゲットにコミック（マーベル・コミック）を長年発売し続いていたが、次第にコミック自体の業績が不安定になり、1996年12月27日にマーベル社は破産手続き[5] を発表した。その後、サバン・エンターテインメントによってマーベルの権利を取得する。一部の映画化については20世紀フォックスに渡す。
- サバン・エンターテイメントは2001年にウォルト・ディズニー・カンパニーによって買収[6] され、子会社化された。その後、社名変更してBVSエンターテイメント[6] としている（その際、マーベルは独立）。
- 1998年6月にはトイ・ビズはマーベルとの合併を発表した。
- 1999年3月2日には、コロンビア ピクチャーズとその親会社であるソニー・ピクチャーズ エンタテインメント（ソニー）が、マーベルからスパイダーマンとスパイダーマン関連のみの映画権利を購入し、 そのほかのテレビとビデオの製作権はバイアコムとソニー・ピクチャーズが互いに権利を所有していた。
- 2002年には、サム・ライミ監督、ソニー・ピクチャーズによって『スパイダーマン』が公開された。
- 2008年に映画『アイアンマン』で再び人気となり、世界観共有のマーベル・シネマティック・ユニバースが展開されるようになる。
- 2009年3月11日にマーベル・ゲームズを設立する。
- 2009年8月31日にウォルト・ディズニー・カンパニーによってマーベル・エンターテイメントを40億ドルで買収すると発表[7][8][9] した。マーベル・エンターテインメントの株主やその子会社（マーベル・スタジオの配給権）の権利、所有者はディズニーとなった。そのため、マーベル映画（一部除く）についてはウォルト・ディズニー・スタジオから宣伝されるようになった。マーベル・シネマティック・ユニバースの権利も『インクレディブル・ハルク』（ユニバーサル・スタジオ[10][11]）など以外はウォルト・ディズニー・スタジオ、テーマパークの権利はディズニー・パークス・エクスペリエンス・プロダクツ所有[7] となった。
- 2010年10月14日にディズニー・メディア・ネットワークの傘下であるABCスタジオによってマーベルのテレビシリーズを発表した。
- 2011年、ソニー・ピクチャーズがスパイダーマンの映画『アメイジング・スパイダーマン』の映画製作の権利を取得した。
- 2013年、ウォルト・ディズニー・ジャパン（ウォルト・ディズニー・インターナショナル）によって『マーベル ディスク・ウォーズ：アベンジャーズ』シリーズの製作が発表された[12]。
- 2013年、ディズニーとマーベル・エンターテインメントはネットフリックスとの契約を結んだ。
- 2016年、一時的にディズニー・マーベルとソニー・ピクチャーズが業務提携し、『シビル・ウォー/キャプテン・アメリカ』劇中にソニー・ピクチャーズが映像化の権利を持つスパイダーマンが登場した。
- 2018年、ディズニー・マーベルとソニー・ピクチャーズが共同で『スパイダーマン:ホームカミング』の製作[13] を行った。
- 2019年3月21日、20世紀フォックス（21世紀フォックス）を買収[14] した。これにより、『X-メン』、『ファンタスティック・フォー』などのフォックスが映像化の権利を所有するマーベルキャラクターもMCUの参加が可能[15] となった。
- 2023年3月29日、ディズニーはマーベル・エンターテインメントのアイザック・パルムッター会長を解雇し、子会社の運営はディズニーの他の事業部門に組み込まれた[3][4]。

## スパイダーマンの権利騒動
2017年『スパイダーマン:ホームカミング』制作の際にディズニー・マーベル利益の分配率についての交渉が決裂し、2019年には、「スパイダーマン続編映画にはマーベルが関与しない」と報道された。MCUファンやクリエイター、スパイダーマンの主演俳優であるトム・ホランドはたびたびこの問題に言及した。2019年秋、ディズニー、マーベル・エンターテインメントとソニー・ピクチャーズが和解し、2021年公開の映画『スパイダーマン:ノー・ウェイ・ホーム』の業務提携による製作やソニーズ・スパイダーマン・ユニバースの展開が可能となった。

## 業務提携
2024年現在、マーベルはソニー・ピクチャーズ（スパイダーマンの映画作品を始めとする（ソニーズ・スパイダーマン・ユニバース）、ユニバーサル・パークス&リゾーツ（アイランズ・オブ・アドベンチャー内にあるマーベル・スーパー・ヒーロー・アイランド（キャラクター権）との間でディズニーとの契約を結んでいる。なお以前は、ユニバーサル・スタジオ・ジャパンとスパイダーマンのみの契約を結んでいた。
その他のキャラクターなどの権利はディズニー社が保持しているため、ディズニー・パークス・エクスペリエンス・プロダクツが展開しているディズニーパーク、ディズニー・クルーズ・ライン、ディズニーストアや、ディズニー・エンターテインメント傘下のウォルト・ディズニー・スタジオが制作しているディズニー作品にもマーベル作品（『シュガー・ラッシュ:オンライン』など）を登場させることが出来る。
また、世界で唯一ディズニー社直営ではない東京ディズニーリゾートの施設では2020年9月に東京ディズニーランドのアトラクションである「ベイマックスのハッピーライド」がオープンするまで、イベントでは2022年9月開催予定の「ディズニー・ハロウィーン」まで、それぞれ同リゾート内においてマーベル関連の事業を展開していなかった。
2023年にはディズニーアンバサダーホテルにて、マーベルをテーマにした客室が誕生した。同ホテルのレストランには、作中に登場するアイアンマン（トニー・スターク）の好物のチーズバーガーの販売を開始した。
2024年には同年9月に開催する東京ディズニーランドのシンデレラ城のキャッスルショーで、パーク内初のマーベル作品が登場することが同年1月に発表された。また、2025年冬から期間限定でイッツ・ア・スモールワールドにマーベル・スタジオのキャラクターが登場することが2024年3月に発表された。

## 子会社・部門
- 出版
  - マーベル・コミック
- ゲーム
  - マーベル・ゲームズ

### 過去
- マーベル・トイ - トイ・ビズとマーベルとのライセンスの問題で2007年に閉鎖。
- マーベル・スタジオ - マーベル・コミックを原作とする映画製作スタジオ。買収後の現在はウォルト・ディズニー・スタジオ（ディズニー・エンターテインメント）のウォルト・ディズニー・モーション・ピクチャーズ・グループ部門に移行。
  - マーベル・TV・スタジオ - 2020年1月22日にマーベル・エンターテインメントが、自社のテレビ部門として再始動した。
    - マーベル・アニメーション - アニメーション製作会社。2019年12月よりマーベル・TV・スタジオの傘下である。